# Monanthochloë
Monanthochloe és un gènere de plantes de la subfamília de les cloridòidies, família de les poàcies. És originària d'Amèrica.
El nom del gènere deriva de les paraules gregues micos (individual), anthos (flor) i chloë (herba), referint-se a les flors unisexuals.

## Taxonomia
- Monanthochloe acerosa (Griseb.) Speg.
- Monanthochloe australis Speg.
- Monanthochloe littoralis Engelm.